# Parafia Podwyższenia Krzyża Świętego w Szlichtyngowej
Parafia Podwyższenia Krzyża Świętego w Szlichtyngowej – rzymskokatolicka parafia, należąca do dekanatu Wschowa diecezji zielonogórsko-gorzowskiej, metropolii szczecińsko-kamieńskiej w Polsce, erygowana 1 lipca 1923. Mieści się przy Rynku.